# Евстафьев, Всеволод Владимирович
Всеволод Владимирович Евстафьев (1904 — ?) — советский инженер-технолог, лауреат Сталинской премии (1950) и Государственной премии СССР (1970).
Окончил Грозненский нефтяной институт (1930), до 1963 г. работал в различных организациях на инженерных и руководящих должностях.
В 1940-е гг. - начальник Уфимской бригады треста «Нефтезаводпроект».
С 1963 г. главный инженер проекта строительства нефтехимического комбината «НХК-Плевен» в Болгарии (год пуска — 1971) Всесоюзного научно-исследовательского и проектного института нефтеперерабатывающей и нефтехимической промышленности (ВНИПИнефть).
Сталинская премия 1950 года (за 1949 год) — за разработку и внедрение процесса получения высокооктанового компонента к авиационным бензинам.
Государственная премия СССР 1970 года — за участие в создании и промышленном внедрении высокопроизводительной установки первичной переработки нефти мощностью 6 млн т. в год.
Награждён орденом «Знак Почёта» (24.01.1944), другими орденами и медалями.